# Rip (autor)
Rip (28 de febrero de 1884- 25 de mayo de 1941) fue un chansonnier, dibujante, libretista y autor de revistas de nacionalidad francesa.

## Biografía
Su verdadero nombre era Georges Gabriel Thenon, y nació en París, Francia. 
Rip fue un destacado autor de revistas de éxito, algunas de ellas interpretadas por artistas de la talla de Mistinguett, Raimu, Arletty o Michel Simon.
Rip falleció en el año 1941 en París. Había estado casado con Marthe Caudron.

## Obras y espectáculos como autor
- 1906 : Bon inventaire… ô gué !, revista de Rip y Paul Ardot, Théâtre du Palais-Royal
- 1906 : À perte de revue, revista de Rip y Paul Ardot, música de Willy Redstone, Théâtre du Palais-Royal
- 1907 : Le Trou d'Almanzor, opereta, música de Willy Redstone, Théâtre Hébertot
- 1907 : Le Cri de Paris, revista, Théâtre des Capucines
- 1908 : Aux Bouffes, on pouffe, revista de Rip, Wilfred y Paul Fargue, Théâtre des Bouffes Parisiens
- 1908 : Le Coq d'Inde, opereta, música de Claude Terrasse, Théâtre des Capucines
- 1909 : O gué ! L'An neuf !, revista, Théâtre des Capucines
- 1909 : Sans rancune, revista, Théâtre des Capucines
- 1910 : Bigre !, revista de Rip y Jacques Bousquet, Théâtre des Capucines
- 1910 : Sauf vot' respect, revista, música de Jacques Bousquet, Théâtre des Capucines
- 1911 : La Revue, de Rip y Jean Bousquet, música de Paul Letombe, escenografía de Paul Febvre, Olympia de París
- 1912 : La Revue de l'année, de Rip y Jean Bousquet, música de Paul Letombe, escenografía de Paul Febvre, Olympia
- 1912 : Paris fin de règne, revista, Théâtre des Capucines
- 1913 : Eh ! Eh !, revista de Rip y Jacques Bousquet, Théâtre Fémina
- 1913 : Pan ! Dans l'œil !, revista, música de Jacques Bousquet, Théâtre des Capucines
- 1913 : Les Petits Crevés, opereta de Rip y Jacques Bousquet, música de Willy Redstone, Théâtre des Capucines
- 1914 : Très moutarde, revista de Rip y Jacques Bousquet, Théâtre Fémina
- 1915 : Plus ça change !, Théâtre Michel
- 1917 : Où Camp'ton, revista, Théâtre des Capucines
- 1920 : Miousic, revista de Rip y Régis Gignoux, escenografía de Pierre Wolff, Théâtre des Capucines
- 1920 : Le Scandale de Deauville, comedia de Rip y Régis Gignoux, Théâtre des Capucines
- 1921 : Si que je s'rai roi, revista de Rip y Régis Gignoux, Théâtre des Capucines
- 1922 : L'homme du soir, comedia de Rip y Louis Leplay,  Théâtre des Capucines
- 1926 : Le Septième ciel, comedia musical de Rip y Fred Pearly, Théâtre de l'Avenue
- 1929 : Au temps de Gastounet, revista, Théâtre des Bouffes-Parisiens
- 1931 : Brummel, opereta de Rip y Robert Dieudonné, música de Reynaldo Hahn,  Théâtre de l'Étoile
- 1931 : La Viscosa, Théâtre du Palais-Royal
- 1932 : Le progrès s'amuse, revista, escenografía de Edmond Roze, Théâtre des Capucines
- 1934 : La Revue des Variétés, revista, escenografía de Edmond Roze, Théâtre des Variétés
- 1935 : La Revue des Nouveautés, revista, Théâtre des Nouveautés
- 1936 : Le Guéridon Empire, escenografía de Edmond Roze, Teatro de los Campos Elíseos
- 1937 : V'la le travail, revista, Théâtre des Nouveautés
- 1947 : Revue de Rip, escenografía de Robert Pizani, Théâtre de l'Étoile

## Filmografía
- 1926 : Au revoir et merci, de Pierre Colombier y Émile-Bernard Donatien (solo autor)
- 1931 : Un joli succès, de Louis Mercanton
- 1932 : Le Beau rôle, de Roger Capellani
- 1932 : La Dame d'en face, de Claude Autant-Lara (autor)
- 1932 : Laissez faire le temps (anónimo, coguionista y letrista de la canción)
- 1932 : Cognasse, de Louis Mercanton (actor y autor)
- 1933 : Théodore et Cie, de Pierre Colombier